# Gussy Hippold-Ahnert
Gussy Erika Edith Hippold-Ahnert geborene Ahnert (* 3. März 1910 in Berlin; † 7. Januar 2003 in Dresden) war eine deutsche Malerin und Zeichnerin.

## Leben und Wirken
Gussy Ahnert wuchs ab 1912 in Dresden-Wachwitz auf und erhielt schon im Kindesalter Klavier- und Zeichenunterricht. Zeichnungen aus Kindertagen sowie Skizzenbücher der Jugendlichen haben sich erhalten. Ahnert lernte zwei Jahre im Atelier des Dresdner Landschaftsmalers Hanns Herzing, woran sie zwischen 1929 und 1933 ein Studium an der Dresdner Akademie der Künste in der Zeichenklasse von Richard Müller und Hermann Dittrich anschloss. Sie wurde besonders von Otto Dix geprägt, bei dem sie ab 1930 Elevin und ab 1932 Meisterschülerin war. Das Frühwerk der Dix-Schülerin, wie das Gemälde Liegender Akt aus dem Jahr 1931, zeigt ihre Nähe zur Neuen Sachlichkeit beziehungsweise zum Verismus von Dix. Ihren künstlerischen Höhepunkt erreichte sie 1932/1933, als sie einen Malstil ganz eigener, unverwechselbarer Prägung in der von Dix gelehrten Lasurtechnik entwickelte.
Zur „Verlorenen Generation“ gehörend, verließ sie 1933 mit Otto Dix die Akademie und zog im gleichen Jahr nach Niederlößnitz, heute ein Stadtteil von Radebeul, wo sie zunächst auf der Rennerbergstraße 11 wohnte. 
Sie war bis zu dessen erzwungener Selbstauflösung 1936 Mitglied des Deutschen Künstlerbunds. In der Zeit des Nationalsozialismus war sie obligatorisches Mitglied der Reichskammer der bildenden Künste. Es sind jedoch lediglich zwei Ausstellungsbeteiligungen in den ersten Jahren des Nazi-Regimes bekannt.
In Radebeul heiratete Gussy Ahnert 1936 den Maler Erhard Hippold, den sie 1931 kennengelernt hatte. Ab 1945 lebten beide im Haus Sorgenfrei im Radebeuler Stadtteil Oberlößnitz, wo sie beide die Miederwarenwerkstatt ihres Vaters übernahmen, die ihre einzige Einkommensquelle darstellte. Hippold-Ahnert kehrte nicht mehr zur aufwändigen Lasurmalerei zurück, sondern widmete sich unter anderem dem Pastell und Aquarell. Mehrfach stellte sie die Lößnitz in ihren Gemälden dar. Das Spätwerk Hippold-Ahnerts steht in enger Verbindung zu den Werken ihres Mannes Erhard Hippold und anderer Künstler dieser Region und Zeit. Im Jahr 1972 entdeckte Fritz Löffler ihr Frühwerk wieder, das im Laufe der folgenden Jahre auf einigen Personalausstellungen gezeigt wurde.
Der Dichter und Essayist Heinz Czechowski verewigte sie mit seinem Gedicht Radebeul, Haus Sorgenfrei im Jahr 1973 literarisch. Auch sein damaliger Freund, der Lyriker Wulf Kirsten, verewigte die Malerin und ihren Wohnsitz 1974 mit den Worten „im verblichenen herrensitz Haus Sorgenfrei, empirestil, wohnt die malerin Gussy Hippold. … aufgeblättert berge lauterer kunst, im schatten der zeiten gewachsen…“
Anfang der 1990er-Jahre zog Hippold-Ahnert, die seit 1972 verwitwet war und im Alter sehbehindert wurde, nach Dresden-Gorbitz. Sie wurde anonym auf dem Heidefriedhof beigesetzt.
Gussy Hippold-Ahnert war Mitglied des Verbands Bildender Künstler der DDR.

## Fotografische Darstellung Gussy Hippold-Ahnerts
- Christian Borchert: Die Malerin Gussy Hippold in ihrer Wohnung (um 1978)[4]

## Öffentliche Sammlungen mit Werke Gussy Hippold-Ahnerts (mutmaßlich unvollständig)
- Dresden: Galerie Neue Meister[5]
- Halle/Saale: Kunstmuseum Moritzburg
- Radebeul: Städtische Kunstsammlung

## Weitere Werke (Auswahl)

### Tafelbilder
- Bärtiger Mann (1931, Öl auf Sperrholz)
- Liegender Akt (1931, Öl und Tempera auf Holz)
- Selbstbildnis mit Blumen (1932, Öl auf Leinen)
- Zwei Mädchen / Freundinnen (1932, Öl auf Holz, 75 × 58 cm, Kunstmuseum Moritzburg)
- Zirkusstraße (vor 1984, Öl auf Sperrholz)[6]

### Zeichenkunst
- Jüdisches Mädchen (1933, Aquarell über Blei auf Bütten)
- Rosen (1949, Pastell)[7]
- Porträt (1949. Pastell)[8]
- Mittagsruhe am Strand (1951, Aquarell)[9][10]
- Fischerboote (1952, Aquarell)[11][10]
- Fischerfrauen am Strand (1952, Federzeichnung)[12][10]
- Neuendorf/Hiddensee I (1970, Aquarell)[13]

## Ausstellungen (unvollständig)

### Personalausstellungen
- 1972: Dresden, Kunstausstellung Kühl („Gussy Hippold, Erhard Hippold. Gemälde und Grafik aus den Jahren um 1930“)
- 1981: Dresden, Galerie Nord (Malerei, Grafik)
- 1985: Radebeul, Kleine Galerie
- 1989: Dresden, Kunstausstellung Kühl („Gussy Hippold, Erhard Hippold. Gemälde und Grafik“)
- 1992: Dresden, Galerie Comenius
- 1997: Coswig, Stadtgalerie („Menschenbild“)
- postum 2010: Radebeul, Stadtgalerie („Im Schatten der Zeiten gewachsen“)

### Teilnahme an Ausstellungen in der Zeit des Nationalsozialismus
- 1933: Magdeburg, Haus des Kunstvereins, und Saarbrücken, Heimatmuseum („Deutscher Künstlerbund. Erste Ausstellung“)
- 1936: Dresden, Brühlsche Terrasse und Städtische Kunsthalle („Kunstausstellung Dresden“)

### Teilnahme an zentralen und wichtigen regionalen Ausstellungen in der Sowjetischen Besatzungszone und in der DDR
- 1945: Radebeul, Haus der Kunst („Erste Kunstausstellung Radebeuler Künstler“)[14]
- 1946: Dresden, Kunstakademie („Freie Künstler. Ausstellung Nr. 1.“)[15]
- 1946: Dresden, Brühlsche Terrasse (Sächsische Künstler)[16]

- 1948: Chemnitz, Schlossberg-Museum, und Glauchau, Stadt- und Heimatmuseum Glauchau („Mittelsächsische Kunstausstellung“)[17]
- 1962/1963: Dresden, Fünfte Deutsche Kunstausstellung
- 1974: Dresden, Bezirkskunstausstellung
- 1974: Frankfurt/Oder, Galerie Junge Kunst („Aquarell, Gouache, Tempera, Pastell“)
- 1985: Dresden, Albertinum („Bekenntnis und Verpflichtung“)